# Bataille au large de Hel
Pour les articles homonymes, voir Bataille de Hel, Bataille navale de Hel et Hel.
Seconde Guerre mondiale
Le 1er septembre 1939 une bataille aéronavale se déroula à 4 milles nautiques au large de la presqu'île polonaise de Hel, pendant la Seconde Guerre mondiale.
Une escadre polonaise quitte le port de Hel afin de poser un champ de mines à 12 milles des côtes pour couper la route maritime entre Pilau et Dantzig. Vers 17 heures 45, les bâtiments polonais sont attaqués par 32 bombardiers allemands Junkers Ju 87-b. En dépit d'une résistance acharnée des batteries de DCA, deux mouilleurs de mines sont atteints : le Gryf, qui perd son commandant et 10 hommes d'équipage et le Mewa, qui déplore 5 tués et plusieurs blessés. Quoique les avaries soient légères, l'escadre polonaise renonce à l'opération projetée et rentre au port sans avoir accompli sa mission.
Cette bataille est le premier affrontement aéronaval d'envergure du conflit.

## Navires engagés
- Pologne
  - Destroyers
    - Wicher

  - Mouilleurs de mines
    - Gryf, légèrement endommagé, commandant Kwiatkowski tué, 10 marins tués

  - Canonnières
    - Komendant Pilsudski
    - General Haller

  - Dragueurs de mines
    - Jaskolka
    - Mewa, légèrement endommagé, 5 tués, plusieurs blessés
    - Czajka
    - Rybitwa
    - Czapla
    - Zuraw